# Miquel Calçada

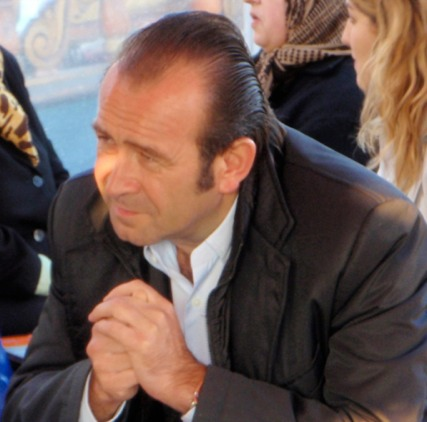
Miquel Calçada, 2008

Miquel Calçada i Olivella, auch bekannt als Mikimoto, (* 13. August 1965 in Sabadell, Katalonien, Spanien) ist ein spanischer Journalist und Kommunikationsunternehmer.

## Leben
Mit 15 Jahren begann er als Mitarbeiter bei einem lokalen Radiosender. Mit 18 war es seine Stimme, die die seit dem spanischen Bürgerkrieg unterbrochene Ausstrahlung des katalanischen öffentlichen Radios (Catalunya Ràdio) wiederaufnahm. Er ist Content Producer und Talkshow-Host. Im Sender TV3 erlangte er Bekanntheit durch die täglich ausgestrahlte Show Mikimoto Club. Als diese schließlich live zur Hauptsendezeit ausgestrahlt wurde, entwickelte sich Miquel Calçada zum bekanntesten Showmoderator im spanischen Fernsehen. Persones humanes  wurde bekannt für seinen ironischen, manchmal absurden aber immer sehr scharfen Humor, der vor nichts Halt machte. Eine ganze Generation erinnert sich an seine legendären Auftritte, oftmals begleitet von dem Schriftsteller Quim Monzó.
Für die nächsten sieben Jahre unterbrach er seine Fernseh-Laufbahn, um sich den von ihm gegründeten zwei Radiosendern zu widmen: Flaix Fm und Ràdio Flaixbac. Inzwischen haben sich diese in ihrer Beliebtheit unter den ersten drei Musiksendern etabliert. Als er im Jahre 2003 seine TV-Karriere wiederaufnahm, erreichte er mit der Sendung Afers exteriors höchste Einschaltquoten und Anerkennung. Afers exteriors – in fünf Serien ausgestrahlt – ist ein soziologisches TV-Projekt, in dem er katalanische Auswanderer weltweit, in über 60 Staaten, besuchte und seiner Zuhörerschaft vorstellte. Als unabhängiger Producer bekam er das Angebot der katalanischen Regierung, eine Serie mit 70 Kapiteln über Umweltfragen zu produzieren: El capità Enciam. Nachdem er selbst das Rauchen aufgab, war er so beeindruckt von der Methode, dass er sie in einer zweiteiligen Sondersendung vorstellte: El mètode Larson.
Öffentlichen und historischen Themen zugetan, schreibt er als freier Kolumnist in den Tageszeitungen La Vanguardia und Avui. Er ist Mitbegründer des Club de Riva de Catalunya, Unterabteilung der Riva Historical Society.

## Programme
Bei Catalunya Ràdio moderierte er unter anderem:
- Catalunya DX
- En pijama el cap de setmana
- Mikimoto Club
- Pasta gansa

Von ihm produzierte und moderierte TV-Serien:
- Oh, Bongònia, TV3 (1987)
- Mikimoto Club, TV3 (1989–1990)
- Mikimoto Clip, La 2 (1991–1992)
- Persones humanes, TV3 (1993–1996)
- Solvència contrastada, TV3 (1996)
- Afers exteriors, TV3 (2003–2009)
- El mètode Larson, TV3 (2005)
- Prohibit als tímids, TV3 (2006)